# 拟皱唇鲨
拟皱唇鲨（学名：Pseudotriakis microdon），又名啞巴鮫，为拟皱唇鲨科拟皱唇鲨属的唯一一種生物。分布于西北大西洋的纽约至新泽西沿海、东北太平洋的冰岛外海太平洋斜坡、法国、葡萄牙、马得拉群岛、亚述群岛、塞内加尔沿海、西印度洋的Aldabra以及台湾东北部海域等。该物种的模式产地在葡萄牙。